# Presidential Summit on Entrepreneurship
Presidential Summit on Entrepreneurship var en konferens om näringsliv, entreprenörskap och socialt företagande i USA och den muslimska världen, med fokus på hur de amerikansk-islamska banden skall kunna stärkas. Konferensen tillkännagavs av Barack Obama i sitt tal "A New Beginning" den 4 juni 2009 på Kairos universitet, Kairo, Egypten" och ägde rum den 26-27 april 2010 i Washington DC.

## Deltagare
Deltagarna kom från
Afghanistan, Albanien, Algeriet, Australien, Bangladesh, Bahrain, Brasilien, Brunei, Danmark, Djibouti, Egypten, Filippinerna, Finland, Frankrike, Förenade Arabemiraten, Gambia, Indien, Indonesien, Irak, Israel, Jemen, Jordanien, Kamerun, Kanada, Kazakstan, Kenya, Kina, Kosovo, Kuwait, Kirgizistan, Libanon, Libyen, Madagaskar, Malaysia, Marocko, Mauretanien, Nederländerna, Niger, Nigeria, Norge, Oman, Pakistan, Palestina, Paraguay, Qatar, Ryssland, Saudiarabien, Somalia, Spanien, Storbritannien, Sverige, Syrien, Tadzjikistan, Tunisien, Turkiet, Tyskland, Uganda, USA och Österrike.

## Videor från personer som medverkade
- Barack Obama, USA:s president:

https://web.archive.org/web/20100430222331/http://www.state.gov/entrepreneurshipsummit/140878.htm
- Hillary Clinton, USA:s utrikesminister:

https://web.archive.org/web/20100429222327/http://www.state.gov/secretary/rm/2010/04/140968.htm
- Gary Locke, USA:s handelsminister:

http://www.state.gov/video/?videoid=80184470001
- Dr. Rajiv Shah, USAID Administrator:

http://www.state.gov/video/?videoid=80200483001
- Karen Mills, Administrator, U.S. Small Business Administration:

http://www.state.gov/video/?videoid=81338747001
- Rashad Hussein, Special Envoy to the Organisation of the Islamic Conference:

http://www.state.gov/video/?videoid=81376620001
- Farah Pandith, Special Representative to Muslim Communities:

http://www.state.gov/video/?videoid=81677518001
- Pradeep Ramamurthy, Senior Director for Global Engagement, National Security Staff:

http://www.state.gov/video/?videoid=81403906001
- Larry Summers, Director of the National Economic Council and Assistant to the President for Economic Policy:

http://www.state.gov/video/?videoid=81314892001:
- Jerry Yang, Co-founder and former CEO of Yahoo! Inc.:

http://www.state.gov/video/?videoid=80200482001